# الهروب (كتاب)
الهروب (بالإنجليزية: Runaway) هو مجموعة قصصية من تأليف الكاتبة الكندية آليس مونرو الحائزة على جائزة نويل للأداب. صدرت لأول مرة عام 2004 عن دار مكلاسلاند وستيوارت للنشر، ومنِحت جائزة جيلر لذلك العام وجائزة أدباء روجرز ترست فكشن (en). تضم هذه المجموعة قصصا عن الحب وما ينطوي عليه من خيانات ومفاجآت. ترجمتها نهلة الدربي إلى اللغة العربية وراجعها علا عبد الفتاح يس ونشرتها مؤسسة هنداوي سنة 2024.

## المحتوى
تضم المجموعة ثمان قصص قصيرة. ثلاث من القصص وهي («صدفة»، "قريبًا"، و«الصمت») تدورحول شخصية واحدة اسمها "جولييت هندرسون".

### القصص
- الهروب: نُشرت لأول مرة في 11 أغسطس 2003، في مجلة نيويوركر. تدور القصة حول كارلا، الفتاة الشابة التي انجذبت إلى كلارك، الرجل الوسيم ذي المزاج المتقلب، بسبب شغفهم المشترك بالحيوانات، وخاصة الخيول. رغم انتمائها إلى أسرة ميسورة، هربت كارلا معه معتقدة أن عائلتها مادية أكثر من اللازم، لتكتشف لاحقًا أن زواجها تحول إلى علاقة مضطربة يسودها التوتر العاطفي والإساءة النفسية.

تتفاقم أزمتها النفسية بعد اختفاء ماعزتها المحببة "فلورا"، التي تمثل لها رمزًا للبراءة والسلام. وفي سياق متصل، تعود السيدة سيلفيا جاميسون من اليونان بعد وفاة زوجها الشاعر، لتصبح جارةً لكارلا وكلارك. تدرك سيلفيا معاناة كارلا الزوجية، فتُقدم لها دعمًا عاطفيًا وتقترح عليها فرصة الهروب إلى تورونتو عبر الحافلة. رغم قبول كارلا الأولي للعرض، إلا أنها سرعان ما تستسلم للخوف والتردد، معترفةً لسيلفيا باضطرابها الداخلي، وتطلب من كلارك إعادتها إلى المنزل.
يتصاعد التوتر بين كلارك وسيلفيا عندما يزورها ليلًا محذرًا إياها من التدخل في شؤون زواجه. ومع ذلك، يشهد تطور الأحداث تحسنًا مؤقتًا في العلاقة بينهما عند العودة المفاجئة لفلورا، مما يخفف من حدة العدائية. لكن القصة تُلمح إلى تحول كلارك المحتمل إلى شخصية أكثر خطورة، حيث تظهر إشارات إلى أنه قد يصل إلى حد التخطيط لقتل فلورا كجزءٍ من نزعته العدوانية المتصاعدة تجاه سيلفيا وكارلا.
- صدفة: جولييت تذهب في رحلة بالقطار تقودها إلى علاقة غرامية.
- في القريب العاجل: جولييت تصل لزيارة بلدتها مع ابنتها الرضيعة بينيلوبي.
- الصمت: جولييت تنتظر أن تسمع أخبارًا من ابنتها البالغة التي قطعت علاقتها بها فجأة.
- عاطفة: غريس (Grace بالإنجليزية)، فتاة وحيدة من بلدة صغيرة، تتهرب من علاقة خالية من الشغف مع شاب جاء لقضاء عطلة الصيف.
- الخطايا: لورين البالغة من العمر اثني عشر عامًا تشهد العلاقة المعقدة بين والديها. تلتقي بامرأة اسمها دلفي تبدي اهتمامًا بها أكثر من المعتاد.
- الخدع: روبن تقضي حياتها في وحدة ورعاية أختها المعاقة، بسبب خطأ مؤسف نابع من سوء الحظ.
- القوى: تنقسم القصة الثامنة والأخيرة في المجموعة إلى خمسة أجزاء، الجزء الأول منها يضم يوميات نانسي وهي امرأة شابة أنانية مقتنعة بأنه سيكون لها شأن كبير في المستقبل. وتفتن طبيب البلدة المدعو ويلف يوم كذبة إبريل بأن تظاهرت بالمرض. في وقت لاحق بينما كانت تحاول أن تعتذر له، وبشكل غير متوقع يتقدم لخطبتها. تخجل نانسي من سلوكها وتقبل بالخطبة على الرغم من أنها لا تشعر بعاطفة كبيرة تجاهه. وتعرب عن دهشتها من أن حياتها في النهاية أصبحت عاديةًٍ جدًا.

يروى الجزء الثاني باستخدام ضمائر الغائب وتدور أحداثه بعد عدة أشهر من الجزء الأول. نانسي وويلف مخطوبان ويحضّران لحفل زفافِهما. يصل ابن عم ويلف أولي للبلدة لحضورحفل الزفاف، وتفتتن نانسي برغباته الدنيوية. وفي محاولة لإثارة إعجابه له تصطحب نانسي أولي لزيارة تيسا وهي صديقة لها تعيش على مشارف المدينة. تمتلك تيسا قدرات نفسية تتيح لها أن ترى الأشياء من خلف الحواجز، وتقوم بتحديد جميع الأشياء الموجودة في جيوب أولي بشكل صحيح. يظهرأولي عدم اهتمام بها، ولكن نانسي تخشى أنه يخفي اهتمامًا أكبر بها. تكتب لتيسا رسالة تحذرها من الاقتراب من أولي، وترد عليها تيسا بأنها وأولي قد هربا بالفعل إلى الولايات المتحدة. وبإنهما ينويان الزواج واختبار قدراتها علمياً.
ينتقل الجزء الثالث إلى الستينيات من القرن العشرين. تبدو فيه نانسي امرأة مسنة تزور مستشفى أميركيًا للأمراض العقلية. تتلقى رسالةً بأن المستشفى سيغلق، ويطلب منها استلام تيسا التيكانت تقيم هناك لبعض الوقت. لكن نانسي لا تنوي القيام بذلك، وترتب مع الإدارة المغادرة وحدها بعد أن تحدثت مع تيسا. وعندما تلتقي الصديقتان السابقتان، تحاول نانسي الحصول على معلومات عن أولي وحياته مع تيسا. ولكن تيسا لا يمكنها أن تتذكر أي شيء؛ فالعلاج بالصدمات الكهربائية دمر ذاكرتها وهي تدّعي أنّ شخصاً ما قد خنق أولي لكنّها لا تتذكر شيئاً آخر. ثم تستنتج تيسا أن نانسي تخطط للتخلي عنها في المستشفى. وبسبب شعورها بالذنب، تعدها نانسي بأن تكتب لها دومًا بعد أن تغادر، على الرغم من أنها لم تفعل ذلك أبدًا.
يتقدم الجزء الرابع بضع سنوات أخرى إلى الأمام. توفي ويلف من مضاعفات السكتة الدماغية، وتغتنم نانسي الفرصة للسفر. وو أثناء وجودها هي في مدينة كبيرة عندما تلتقي بأولي صدفةً. ويتحدثان هي وأولي مطولًا، يحدثها عن رحلاته مع تيسا في الولايات المتحدة. ويقول أن تمويل البحوث اختفى بعد الحرب العالمية الثانية، مما اضطره هو وتيسا للعمل على عرض قدراتها في مسرح الفودفيل الشعبي. ويصيب ضغط تقديم الأداء المتواصل تيسا بصداع رهيب وتتآكل قدراتها تدريجياً، لكنهما يطوران نظاما معقدًا لخداع جماهيرهم. في النهاية يقول أولي أن تيسا قد تُوفيّت. ولا تعارضه نانسي، ويقوم بإصالها إلى الفندق حيث تقيم وعنما تهم نانسي بفتح فمها لتدعوه للأعلى، يرفض أولي ذلك قبل أن تتحدث. ثم تصمم نانسي العثور على تيسا وإحضارها إلى أولي، إلا إنها لا تنجح.
الجزء الخامس يحدث بعد عقود. أصبحت نانسي امرأة مسنة ويشعر أبناءها بالقلق من أنها تعيش في الماضي. تغفو وتحلم بـتيسا وأولي وبأنهما يقيمان في فندق صغير. تعاني تيسا من صداع رهيب في رأسها، وفجأة ترى تيسا في رأسها هرمًا من الذباب مختبئًا خلف ستارتها. وتقوم بإيقاظ أولي قائلةً أنها استرجعت قواها، فيحتضنها. ويشعر أولي بالقلق من أن تيسا يمكن أن ترى الأوراق الموجودة في جيبه الأمامي والتي ستنقلها إلى مستشفى للأمراض العقلية. ويشار إلى أن تيسا تشعر بوجودها وهي مع ذلك، لم تعد تهتم بما يحدث لها. ثم تحلم نانسي بأن أولي قرر ترك تيسا. بينما تفعل ذلك، ييسطر على حلمها شعور بالمسامحة وتستفيق نانسي منه بينما يتفكك وعيها من حولها.

## الاستقبال
فازت مجموعة الهروب (Runaway) عام 2004 بـجائزة جيلر.
ترتبط القصص الثانية والثالثة والرابعة من المجموعة ببعضها البعض من خلال البطلة جولييت. وقد استلهم بيدرو ألمودوبار هذه «الثلاثية» بشكل حر لتكون أساس سيناريو فيلمه جوليتا الذي أُنتج عام 2016.
تؤكد أنيت تراكس أيضًا في مراجعتها الشاملة للمجموعة في هافينغتون بوست أن الشخصيات تتحدد فقط من خلال أقوالها وأفعالها، أو من خلال تقاعسها عن الفعل. وتلخص تراكس قائلة إنه من المريح كيف أن مونرو تعتمد على قراء ناضجين.
يرى جوناثان فرانزن في مراجعته لهذه المجموعة لصالح نيويورك تايمز أن الهروب تحتوي على قصص أفضل حتى من الدب جاء عبر الجبل (1999 / 2001)، لأن الأعمال الواردة فيها أكثر جرأة ودموية وعمقًا وأوسع نطاقًا.
وفقًا لـتلمان سبريكلسن، الذي اتخذ من القصة التي تحمل عنوان المجموعة مثالًا في مقاله بصحيفة "فرانكفورتر ألجميان تسايتونج" حول فوز أليس مونرو بجائزة نوبل، فإن نقاط قوة مونرو تتجلى بوضوح في القصة: كيف يكمل الوصف التفصيلي والمشهد العام بعضهما البعض، وكيف تُراقَب الشخصيات دون انتقاد، وكيف تبقى المشاركة الوجدانية ضمنية بحيث يمكن للقراء التفاعل معها ولكنهم ليسوا مجبرين على ذلك، وكيف أن الحبكة مبنية ببراعة دون أن يُشعَر بتصنعها.

## روابط خارجية
- الهارب (الكتاب) على موقع الموسوعة البريطانية (الإنجليزية)
- Slate review, with emphasis on the story "Tricks"
- USA Today review of Runaway; underscores Greek themes in Runaway.